# نيوفيلد (نيويورك)
نيوفيلد (بالإنجليزية: Newfield, New York)‏ هي بلدة أمريكية تقع في الولايات المتحدة في نيويورك (ولاية). يقدر عدد سكانها بـ 5,179 نسمة ومساحتها 152.7 كم2 و وترتفع عن سطح البحر 488 متر.